# Mästarnas mästare 2015
Den sjunde säsongen av TV-programmet Mästarnas mästare sänds på Sveriges Television i tio delar mellan den 29 mars och 31 maj 2015. Säsongen har spelats in kring staden Cefalù på Sicilien i Italien under september 2014, med sista inspelningsdag den 26 september. Likt de senaste säsongerna används ett gruppsystem med totalt tolv deltagare (sex per grupp) där de två mästarna som per grupp vinner den avgörande gruppfinalen går vidare till en semifinal. Från semifinalen går sedan tre mästare till en final. Även i denna säsong är Micke Leijnegard programledare, som efter varje program programleder ett eftersnacksprogram i SVT Play tillsammans med Brita Zackari.

## Deltagare
Totalt tävlar tolv deltagare om segern, sex kvinnor och sex män. Inför inspelningarna delades de tävlande upp i två grupper med tre kvinnor och tre män per grupp. Varje grupp tävlar sedan i fyra program genom olika tävlingar. Den person som står som vinnare i respektive program blir immun mot utslagning i det programmet medan den som kommer sist måste utmana en av de övriga placerade i en duell (kallad Nattduellen). Vinnaren av duellen stannar kvar i programmet medan förloraren får lämna. I det fjärde grupprogrammet är det en gruppfinal där två av fyra kvarvarande mästare går till semifinalen. I semifinalen finns det därför två mästare från grupp 1 och två från grupp 2. Från semifinalen går tre av dessa fyra mästare vidare till finalen. I den koras vinnaren, mästarnas mästare 2015.

### Grupp 1
Den första gruppen tävlade under avsnitt 1–4 (29 mars–19 april 2015):
| Namn               | Sport       |
| ------------------ | ----------- |
| Anette Norberg     | Curling     |
| Anna Olsson        | Kanot       |
| Björn Lind         | Längdskidor |
| Danijela Rundqvist | Ishockey    |
| Glenn Hysén        | Fotboll     |
| Magnus Muhrén      | Bandy       |

### Grupp 2
Den andra gruppen tävlar under avsnitt 5–8 (26 april–17 maj 2015):
| Namn                       | Sport      |
| -------------------------- | ---------- |
| Anna Carin "ACO" Zidek     | Skidskytte |
| Frank Andersson            | Brottning  |
| Helen A Johansson          | Trav       |
| Patrik "Bjärred" Andersson | Fotboll    |
| Sara Dikanda               | Brottning  |
| Tomas Jonsson              | Ishockey   |

## Nattduellen
Upplägget för nattduellen förändrades något i säsong 2015 jämfört med de tidigare omgångarna. 2015 kunde duellanterna välja mellan två utmaningar. Den av mästarna som placerat sig sist kom som tidigare att utmana någon av de andra mästarna, dock inte den mästare som vunnit respektive program och som därmed var immun. Den som blev utmanad kunde däremot bestämma vilken av två nattduellsgrenar som skulle utföras. Den ena grenen var den klassiska stavduellen och den nytillkomna andra duellen som den utmanade kunde välja istället var en balansduell.
Stavduellen bestod av fem stavar på ett bord som lyste. När en av stavarna slocknade skulle man ta den och den som snabbast tog staven vann och fick stanna kvar i tävlingen. Tävlingen bestod av tre omgångar, där den person som först vunnit två omgångar hade vunnit nattduellen. För att armarna skulle vara på lika långt avstånd från stavarna tvingas de tävlande hålla i två stycken kättingar, som sitter fast i marken. Tappade någon av de tävlande kättingen innan staven slocknade gick segern i den omgången till motståndaren. I balansduellen stod personerna med en fot på en cylinder och skulle försöka hålla balansen längst. Den som först föll av eller satte ned sin andra fot i podiet förlorade omgången. Även balansduellen kördes i tre omgångar, där den som vann två omgångar fick fortsätta att tävla i programmet.
Likt de senaste säsongerna hölls ingen nattduell i det inledande gruppspelsmötet, både i den första och andra gruppen. Istället tog alla deltagarna med sig sina poäng från det första grupprogrammet till det andra, där en duell sedan hölls. Likt alla tidigare säsonger kom det heller inte att hållas någon nattduell i finalprogrammet.
| Avsnitt | Datum (2015) | Nattduell mellan                        | Duelltyp    | Vinnare omgång 1   | Vinnare omgång 2   | Vinnare omgång 3   | Utslagen         |
| ------- | ------------ | --------------------------------------- | ----------- | ------------------ | ------------------ | ------------------ | ---------------- |
| 1       | 29 mars      | —                                       | —           | —                  | —                  | —                  | —                |
| 2       | 5 april      | Anette Norberg och Glenn Hysén          | Balansduell | Anette Norberg     | Glenn Hysén        | Anette Norberg     | Glenn Hysén      |
| 3       | 12 april     | Anna Olsson och Anette Norberg          | Stavduell   | Anette Norberg     | Anna Olsson        | Anna Olsson        | Anette Norberg   |
| 4       | 19 april     | Danijela Rundqvist och Magnus Muhrén    | Balansduell | Danijela Rundqvist | Magnus Muhrén      | Danijela Rundqvist | Magnus Muhrén    |
| 5       | 26 april     | —                                       | —           | —                  | —                  | —                  | —                |
| 6       | 3 maj        | Frank Andersson och Helen A Johansson   | Balansduell | Helen A Johansson  | Helen A Johansson  | —                  | Frank Andersson  |
| 7       | 10 maj       | Sara Dikanda och Tomas Jonsson          | Stavduell   | Sara Dikanda       | Sara Dikanda       | —                  | Tomas Jonsson    |
| 8       | 17 maj       | Anna Carin Zidek och Sara Dikanda       | Stavduell   | Sara Dikanda       | Sara Dikanda       | —                  | Anna Carin Zidek |
| 9       | 24 maj       | Patrik Andersson och Danijela Rundqvist | Balansduell | Danijela Rundqvist | Danijela Rundqvist | —                  | Patrik Andersson |
| 10      | 31 maj       | —                                       | —           | —                  | —                  | —                  | —                |

## Slutgiltig placering och utslagningsschema

Den sjunde säsongen av Mästarnas mästare spelades in under september 2014 på Sicilien i Italien.

### Resultattabell: Grupp 1
| Deltagare          | Plats | 1  | 2  | 1+2 | 3  | 4  |
| ------------------ | ----- | -- | -- | --- | -- | -- |
| Björn Lind         | 1     | 16 | 22 | 38  | 9  | 14 |
| Danijela Rundqvist | 2     | 20 | 24 | 44  | 18 | 9  |
| Magnus Muhrén      | 3     | 16 | 11 | 27  | 10 | 11 |
| Anna Olsson        | 4     | 20 | 18 | 38  | 7  | 5  |
| Anette Norberg     | 5     | 20 | 1  | 21  | 12 |    |
| Glenn Hysén        | 6     | 16 | 6  | 22  |    |    |

### Resultattabell: Grupp 2
| Deltagare         | Plats | 5  | 6  | 5+6 | 7  | 8  |
| ----------------- | ----- | -- | -- | --- | -- | -- |
| Patrik Andersson  | 1     | 24 | 15 | 39  | 21 | 16 |
| Sara Dikanda      | 2     | 16 | 30 | 46  | 6  | 10 |
| Anna Carin Zidek  | 3     | 16 | 17 | 33  | 13 | 8  |
| Helen A Johansson | 4     | 16 | 10 | 26  | 8  | 5  |
| Tomas Jonsson     | 5     | 20 | 8  | 28  | 8  |    |
| Frank Andersson   | 6     | 16 | 4  | 20  |    |    |

### Slutspel: Semifinal och final
Finalen avgjordes den 31 maj 2015 mellan Danijela Rundqvist, Björn Lind och Sara Dikanda. Den första grenen vanns av Lind som därmed fick trettio sekunders försprång mot tvåan, Rundqvist, som i sin tur fick trettio sekunders försprång mot trean, Dikanda, inför den andra grenen. Den andra grenen vanns av Rundqvist och tvåa kom Lind, vilket betydde att Dikanda blev utslagen. I den avgörande finalen skulle de två kvarvarande deltagarna först hålla andan i sammanlagt tre minuter för att sedan klara en minnesövning med tjugo olika klossar. Det sista och avgörande momentet var att pricka en femetta i pistolskytte. Detta moment vanns av Rundqvist som därmed blev Mästarnas mästare 2015.
I och med detta var det första gången som mer än en person från samma sport som vann Mästarnas mästare. 2012 vann Jörgen Jönsson och även han var ishockeyspelare.
| Deltagare          | Plats | 9  | 10      |
| ------------------ | ----- | -- | ------- |
| Danijela Rundqvist | 1     | 11 | Vinnare |
| Björn Lind         | 2     | 12 | Tvåa    |
| Sara Dikanda       | 3     | 7  | Trea    |
| Patrik Andersson   | 4     | 6  |         |